# ザーラ・ヴァーゲンクネヒト

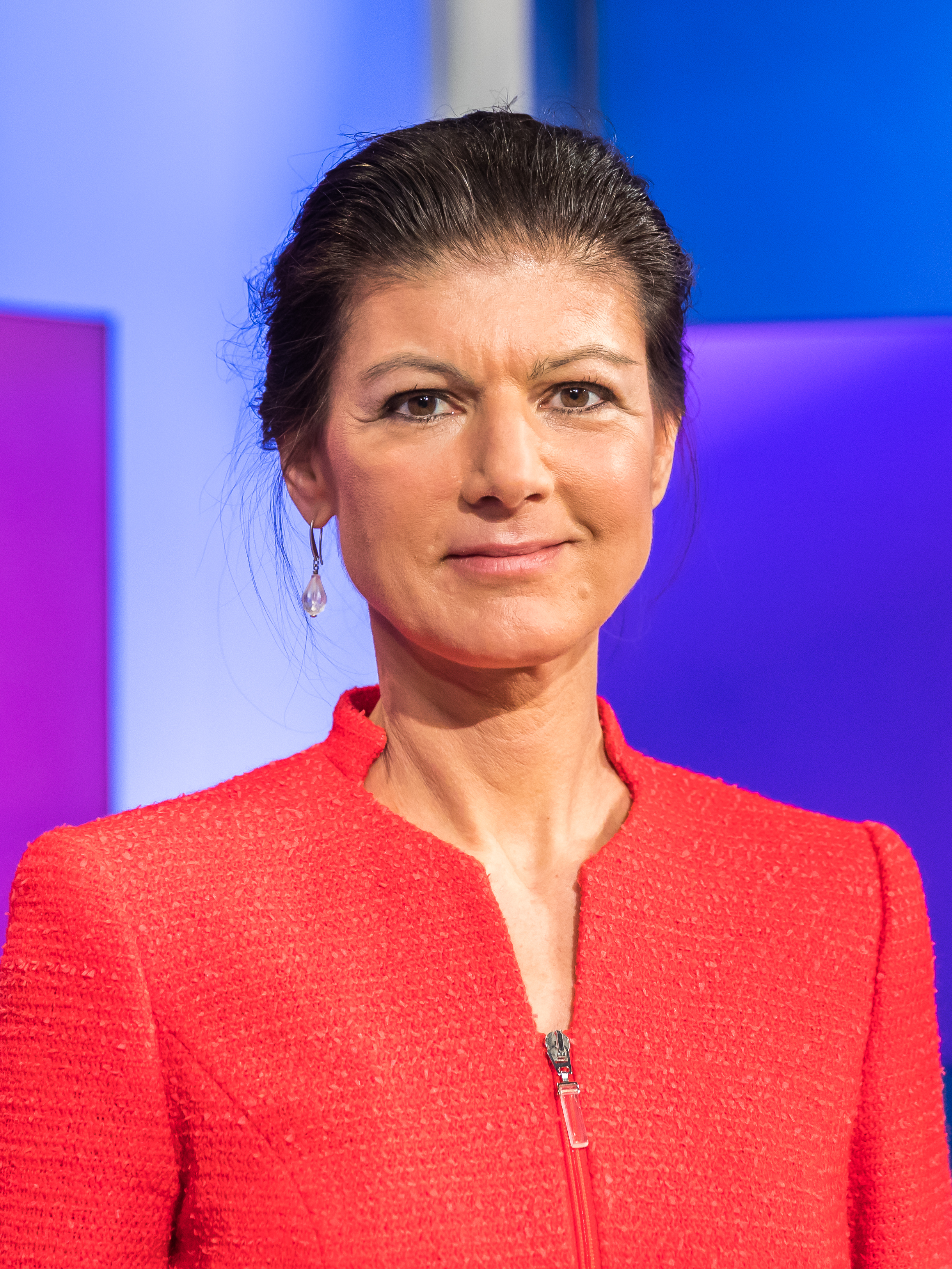
ザーラ・ヴァーゲンクネヒト (2023)

ザーラ・ヴァーゲンクネヒト（ドイツ語:  Sahra Wagenknecht、1969年7月16日 テューリンゲン州イェーナ- 公文書上の綴り: ドイツ語:  Sarah Wagenknecht ）は、ドイツの政治家。所属政党はザーラ・ヴァーゲンクネヒト同盟＝理性と公正のために（BSW）。以前は 民主社会党 (PDS)、 左翼党 (Die Linke)に属していた。政治、社会評論を主におこなう人気コラムニストでもあり、著作も多い。
1991年から1995年まで民主社会党 (PDS)の全国執行部に属した。2007年、民主社会党 (PDS)とWASG（「労働と社会的公正：ヴァールアルターナティーヴェ(新しい生活の選挙による選択)」が合併して、後継政党として左翼党 (Die Linke)が設立されたが、そこでも彼女の影響力は拡大し続けた。党内左派における中心的人物として登場し、長期間党内で君臨していたヴァーゲンクネヒトは共産主義者として見なされた。2004年から2009年まで欧州議会議員に選出されていた。2010年から2014年まで左翼党副党首。2009年9月からドイツ連邦議会議員。2011年以降、ドイツ連邦議会左翼党議員団副代表。2015年から2019年までディートマー・バルチュと共にドイツ連邦議会左翼党議員団代表を務めた。2017年連邦議会選ではディートマー・バルチュと共に左翼党の筆頭候補として立候補した。
2024年1月8日、彼女はアミラ・モハメッド・アリ と共に新党ザーラ・ワーゲンクネヒト同盟（ザーラ・ヴァーゲンクネヒト同盟＝理性と公正のために）（BSW）を設立した。

## 幼少期と青年期 (1969–1990)

### 家族
ザーラ・ヴァーゲンクネヒトは1969年7月16日 テューリンゲン州イェーナで生まれた。父親はイラン人、母親はドイツ人であった。父親が東ドイツに留学していた時、母親は西ベルリン在住の大学生であった。ザーラ・ヴァーゲンクネヒトが少女だった時、父親はイランに帰省し行方不明になったとされている。
2009年に、彼女がドイツ連邦議会議員に最初に当選した時、役所に登録していた彼女のファーストネームをSarahからペルシア語正書法に則ったSahraに変更した。これはイラン人の父親による本来の命名に合致させるためであった。ヴァーゲンクネヒトの記述によると、母親の職業は美術商であった。

### 幼少期、学生時代、政治活動の端緒
ヴァーゲンクネヒトは最初、イェーナ南部ゲシュヴィッツ地区で育った。学齢期になって、彼女は母のいる東ベルリンに転居した。住居はベルリンの壁近くのプレンツラウアー・ベルク地区オーダーベルガー通りにあった
。就学期間、彼女はドイツ社会主義統一党傘下の青年組織自由ドイツ青年団 (FDJ)のメンバーだった。1988年、ベルリンのマルツァーン区にある拡大高等中学校(EOS)であったタゴール・ギムナジウムでアビトゥーア試験に合格して卒業した。東ドイツにおいて慣習となっていた生徒向け軍事教練に参加することに深く苦悩し、食事が喉を通らなくなり、拒食状態になってしまった。東独当局からはこの状況を政治的ハンストと見なされてしまった。このため、集団生活に明らかに不適な人物と評価されてしまい、学則違反者として扱われていた。卒業後、彼女に秘書として働ける職場が斡旋されたが、3か月後に解雇を通告された。東ドイツの職場で、これは異例な事態であった。東独国家の支援無しで、ロシア語の個人教授をすることで、彼女は自身の生活費を工面した。この時期、彼女は哲学書、とりわけ、ゲオルク・ヴィルヘルム・フリードリヒ・ヘーゲルの著書を耽読した。1989年初夏に、ヴァーゲンクネヒトはドイツ社会主義統一党  (SED) に入党した。この入党は袋小路に入り込んだ社会主義を再生させるという独自の使命感と、日和見主義に立ち向かうためだった。ベルリンの壁崩壊に至る東独における大転換と自由革命を、彼女は反革命と定義した。

## 大学での勉学と学位 (1990–2012)
東ドイツにおける大転換後、1990年の夏学期以降、ヴァーゲンクネヒトはイェーナ大学とベルリン・フンボルト大学で哲学と新高ドイツ語文学を専攻した。ベルリンでの学業は学術雑誌からの注文によって中断された。これは研究に関して大学からの理解を得られなかったためであった。その後、オランダにあるフローニンゲン大学の哲学課程に学籍登録した。ベルリン・フンボルト大学修学終了時までのゼミ参加証全部を申告した上で、ハンス・ハインツ・ホルツ教授の指導の下で「青年カール・マルクスにおけるヘーゲル受容」と題する論文を提出し、1996年に修士（文学） (Master of Arts)の学位を取得した。この研究論文は1997年にペール‐ルーゲンシュタイン社から出版された。
2012年8月、国民経済学者でミクロ経済学を担当するフリッツ・ヘルメダーク教授の下で書き上げた研究論文をケムニッツ工科大学 (TU Chemnitz) に提出した。2か月後、博士論文口頭審査に合格し、国家科学博士（略称：Dr. rer. pol. 〈rerum politicarum〉）の学位を取得し、その際、マグナ・クム・ラウデ (magna cum laude) 優等の評価を得た。2013年10月に、彼女の博士論文はフランクフルトのキャンパス出版社 (ドイツ語:  Campus-Verlag ) から公刊された。

## 民主社会党 (PDS)、左翼党 (Die Linke) (1991–2023)での党活動
1991年以降、ヴァーゲンクネヒトは民主社会党 (PDS)指導部メンバーであった。民主社会党初代議長（党首）グレゴール・ギジによると、1990年代中ごろにおいてすでに、ヴァーゲンクネヒトは党内でも目立つ存在であった。若手であっても現代的な傾向を示さず、むしろオーソドックスな共産主義を信奉する人物であったからだ。彼女は他の多くの党員たちとは全く異なり、 東ドイツ社会を再び取り戻そうとしていた。ヴァーゲンクネヒトは民主社会党 (PDS) グレゴール・ギジ党首による改革路線に逆らい、ドイツ社会民主党 (SPD)から分派したWASG（「労働と社会的公正：ヴァールアルターナティーヴェ(新しい生活の選挙による選択)」との合併にも反対した。1990年の段階において、後に彼女の夫になるザールラント州首相オスカー・ラフォンテーヌ (ドイツ社会民主党の首相候補)を、ヴァーゲンクネヒトは軽蔑すべき社会民主主義者と呼び捨てていた。1995年から2000年までヴァーゲンクネヒトは民主社会党 (PDS)執行部から外された。グレゴール・ギジ党首が彼女の守旧派ぶりを我慢ならない存在と見なしたからである。1991年から2010年まで、ヴァーゲンクネヒトは連邦憲法擁護庁から極左と認定されていた。党内におけるオールド共産主義者の派閥「共産主義プラットフォーム」に属している党員たちと親密であり、この左派派閥との密接なつながりは民主社会党 (PDS)とWASGが合併して、後継政党として左翼党 (Die Linke)が成立した後も継続された。スターリン主義すら肯定する党内左派「共産主義プラットフォーム」の主張を代弁するヴァーゲンクネヒトの立場は、民主社会党 (PDS)指導部の改革路線から相容れないものと見なされていた。
2000年になって、新たに、民主社会党 (PDS)指導部メンバーに選出された。2006年3月、WASGと「左翼党-民主社会党」の党員たちと共に、ヴァーゲンクネヒトは党内最左派派閥「反資本主義左翼」を立ち上げた。2007年6月2014年5月まで、ヴァーゲンクネヒトは左翼党指導部の一員であり、さらに2010年7月までは政策委員会にも属していた。両党合併後、2008年5月に開かれた最初の左翼党(Die Linke)大会に際して、ヴァーゲンクネヒトは左翼党副党首選挙に立候補することを考えた。しかし、初代党首ロタール・ビスキーと連邦議会党議員団長グレゴール・ギジから反対されたため、彼女は副党首選挙立候補の断念を記者会見の場で表明した。けれども、その党大会で、彼女は70％の支持票を得て党指導部入りを果たした。2010年5月初旬に開催された左翼党(Die Linke)党大会において、グレゴール・ギジ連邦議会党議員団代表と党指導部からの提案によって、ヴァーゲンクネヒトは副党首選に立候補し、75,3％の代議員票を得て、左翼党(Die Linke)副党首に選出された。左翼党(Die Linke)副党首のポジションは2014年5月まで維持した。

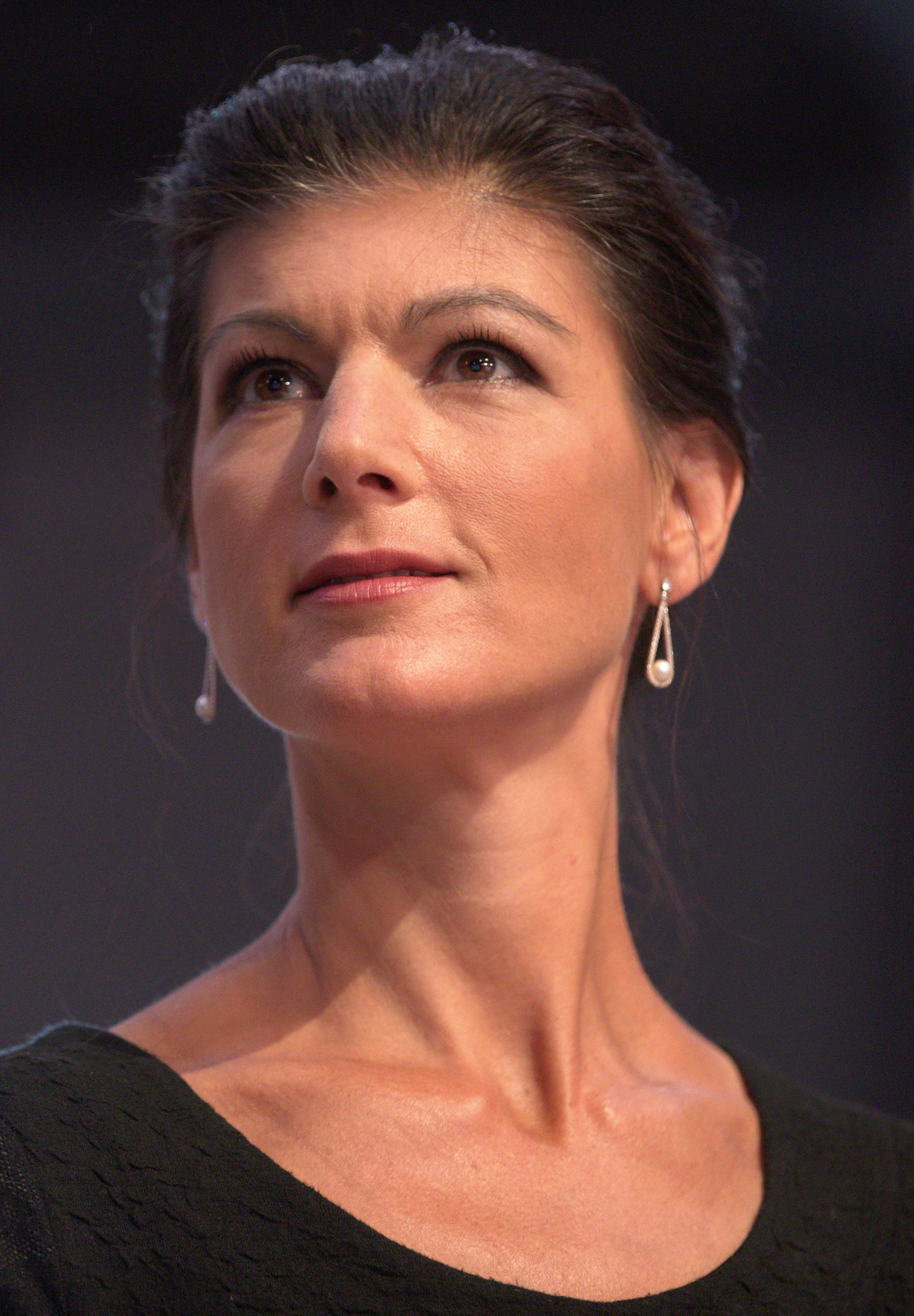
ザーラ・ヴァーゲンクネヒト(2018)

その後、ヴァーゲンクネヒトは主張を先鋭化させ、しばしば党主流派と対立するようになった。しかしながら、彼女はテレビ討論の場に頻繁に登場したため、左翼党(Die Linke)の顔と見なされ、ドイツ社会にも大きな影響力を持つようになった。2021年6月、彼女に批判的な多くの左翼党(Die Linke)党員たちが、同年4月に販売されたヴァーゲンクネヒトの著作内容を理由にして、彼女の党除名を提案した。彼女がその著書によって党に重大な損害を与えたと見なされたからである。しかし、この時点において、党指導部はその除名提案を受け入れず、ノルトライン＝ヴェストファーレン州左翼党(Die Linke)支部は彼女の後ろ盾になった。2021年9月、ノルトライン＝ヴェストファーレン州仲裁委員会は全会一致で除名提案を却下した。2022年5月、これに関する不服申し立てが提出されたが、左翼党(Die Linke)全国仲裁委員会によって却下された。
2022年6月、テューリンゲン州エアフルトで、同志たちを説得する最後の機会になると彼女が予期していた左翼党(Die Linke)全国大会が開催された。しかしながら、党大会ではヴァーゲンクネヒトによる提案は通らず、彼女を支持する陣営が党内において弱体化していることが明らかになった。ヴァーゲンクネヒトによるロシアウクライナ戦争即時停戦論は、左翼党(Die Linke)党員たちのさらなる離反を招いた。同時に、彼女は党指導部と連邦議会党議員団へ抗議文である公開書簡を数百人の支持者たちと一緒に発表した。その時、一部の党員は左翼党(Die Linke)からの離党に踏み切った。
2022年の秋になると、ヴァーゲンクネヒトは新党設立の可能性をほのめかし始めた。彼女の夫であるオスカー・ラフォンテーヌは2022年3月の段階で左翼党(Die Linke)から離党していた 。2022年10月、連邦議会選挙において州比例名簿候補者リストにヴァーゲンクネヒトを入れ続けたノルトライン＝ヴェストファーレン州左翼党(Die Linke)指導部の半数以上がヴァーゲンクネヒトとの連帯を表明した。同時に、ヴァーゲンクネヒトの連邦議会選挙立候補を認めない左翼党(Die Linke)全国指導部へ抗議した。
2023年6月10日、左翼党(Die Linke)指導部がヴァーゲンクネヒトに対して、ドイツ連邦議会議員を即座に辞職するように求めた。ヴァーゲンクネヒトが連邦議会議員であり続けると、党に打撃を与えることになると見なしたからである。しかしながら、党のこの決定は目論み通りにはいかなかった。ヴァーゲンクネヒトはドイツ連邦共和国基本法38条第1項に従って、議員としての地位を維持し、自身の良心に従い党の指示には屈服しなかった。
2023年10月9日、左翼党(Die Linke)党員50人が、ヴァーゲンクネヒトの党除名案をノルトライン＝ヴェストファーレン州党仲裁委員会に提出した。ヴァーゲンクネヒトが新党設立に積極的に動いていることを提案理由にしていた 。

## ザーラ・ヴァーゲンクネヒト同盟＝理性と公正のために（BSW）での党活動( 2024年以降)
2023年10月23日、ヴァーゲンクネヒトは左翼党(Die Linke)離党を宣告した上で、新党「ザーラ・ヴァーゲンクネヒト同盟＝理性と公正のために」（BSW）の設立を発表した。2024年1月、ヴァーゲンクネヒトはアミラ・モハメッド・アリ連邦議会議員と共に党首になり、左翼党(Die Linke)離党者からなる新党「ザーラ・ヴァーゲンクネヒト同盟＝理性と公正のために」（BSW）を設立した。

## 政治的立場

### 外交政策

#### ロシア政策とロシア＝ウクライナ戦争
ロシアとの良好な関係を維持することは欧州の利益に合致するという見解を、ザーラ・ヴァーゲンクネヒトは支持している。その際、彼女はブラント政権下におけるドイツの外交政策であった東方外交を引き合いに出す。
この彼女の発言に応じることなく、西側は安全保障を優先してプーチンを挑発した。ウクライナ紛争 (2014年-)に関して、彼女はアメリカ合衆国にその責任があるとした 。ロシア大統領プーチンによる反ウクライナ外交政策に賛同した彼女の発言によって、多くのマスコミから「プーチンの仲間、理解者」というレッテルが彼女に貼られた。
プーチンは打算的に権力を行使する政治家として、不当に誤解されたと彼女は語った。2022年ロシアのウクライナ侵攻後の2月24日、プーチンによって、現実に起こされていることを、事前には起こり得ないものとして思い込んでしまい、プーチンの人となりに関する判断を誤ってしまったと彼女は認めた。このような国際法に違反する戦争に関して、正当化、あるいは弁解することは出来ないと見なした。
アメリカによって近年推進された政策に共に加担することによって、現在の政治状況が生じたとする宣言文が2022年3月1日に公表された。この宣言は左翼党メンバー7人によるものであり、ザーラ・ヴァーゲンクネヒトも左翼党メンバー署名者の1人だった。その宣言文によると、ロシアと西側諸国の関係悪化の主因はNATOの拡大政策によるものとしていた 。加えて、ウクライナへの武器引き渡しとロシアに課された経済制裁も批判していた。民主社会党（PDS）初代議長（党首）グレゴール・ギジはこの宣言と署名を非難した。しかし、邪悪なNATOから世界を救い出そうとした彼女の思いには全くもって誤りはないと見なした。武器引き渡しに反対することは、自国防衛という正当性を間接的な形で否認することに等しいからである。2022年4月、ザーラ・ヴァーゲンクネヒトは停戦協議の進展と戦闘の縮小を求めた。
2022年5月19日、 ブチャの虐殺後、ロシア連邦政府との停戦交渉を中断してしまったウクライナ政府を、彼女は理解できないとして批判した。2国間の交渉が継続し、停戦が目の前に迫っていた状況の中で、この虐殺が起きたことをウクライナ政府批判の理由にした。アメリカ合衆国がアフガニスタン紛争やイラク戦争で戦争犯罪を重ねたことも指摘した。アメリカは妥協によって解決を図るのではなく、ロシアを弱体化するために、長期間の戦争を望んでいると見なし、その証拠として、ロイド・オースティン 国防長官の発言を短く引用した。
2022年9月8日、ザーラ・ヴァーゲンクネヒトはドイツ連邦議会本会議場での演説で、ドイツにとって大切なエネルギー供給国である「ロシア」に前例のない経済戦争を仕掛けたとして、ドイツ連邦政府を非難した。彼女はロシアに対する経済制裁の停止を要求した。彼女の属する左翼党 (Die Linke)議員団の一部は、ヴァーゲンクネヒト演説に拍手喝采をおくったが、同党議員団において彼女に同意しない議員たちは退席した。ヘンリエッテ・クワデ、カタリーナ・ケーニヒ＝プロイス、ユリアーネ・ナーゲルら一部の左翼党議員たちは、ヴァーゲンクネヒト演説に賛同する多数の支持者がいるとする公開書簡を左翼党執行部とドイツ連邦議会党議員団に送り付けた。左翼党前党首ベルント・リークシンガーは、ヴァーゲンクネヒトによるTwitter投稿文に異論を唱え、左翼党 (Die Linke)がどちらに与するか疑う余地はないはずと語った。2022年9月、左翼党広報担当の声明とヴァーゲンクネヒトの議会内演説の後、数週間で809人が左翼党 (Die Linke)から離党した。これほどの離党者は以前の左翼党 (Die Linke)の歴史にはなかった規模であった。
ドイツ共同社会福祉連盟代表ウルリヒ・シュナイダーは左翼党 (Die Linke)における集団離党に関して、ヴァーゲンクネヒト演説がきっかけになったと指摘した。
ドイツ連邦政府のロシア外交政策に関して、とりわけ、ヴァーゲンクネヒトは連立政府に入っている同盟90/緑の党を危険極まりない存在と見なし、批判した。2022年10月の段階において、ロシアに関する外交政策を緑の党が担っていたからであった。連邦議会で議席を有するドイツのための選択肢 ( AfD )の存在をヴァーゲンクネヒトが侮ったため、左翼党 (Die Linke)ドイツ連邦議会議員団に属する多くの同志たちが彼女から離れた。
2023年2月10日、フェミニスト雑誌「エマ」発行人で著名なジャーナリストであるアリス・シュヴァルツァーと共に、ヴァーゲンクネヒトは「平和宣言」を作成し発表した。その宣言は、ウクライナへの武器支援のエスカレーションを止め、その代わりに停戦に向けた外交と協議を開始するための国際組織のトップになるように、オラフ・ショルツ連邦首相に協力を求めた。このアピール、および「平和のための決起」と名づけられた集会でのヴァーゲンクネヒトの演説は、ドイツ社会において賛否両論の議論になった。ドイツのための選択肢 (AfD)に属する政治家ビョルン・ヘッケはヴァーゲンクネヒトによる平和アピールを大いに称賛し、その立ち位置が同じであるとして、ドイツのための選択肢 (AfD)への入党を誘った。ヴァーゲンクネヒトとアリス・シュヴァルツアーはロシアの利益を助けているという非難を論破出来ていないとする論評をオーストリアの新聞「クーリア」が掲載した。
2023年4月になって、アメリカの新聞ワシントンポストはアメリカ国防総省機密文書の流失を報じた。ドイツのための選択肢 (AfD)に見られる政治的民族ボルシェヴィズムの支持者たち、ヴァーゲンクネヒト、およびドイツ国内極左勢力がウクライナを支援するドイツ連邦政府に対して広範囲な反対運動を起こし、拡大させている現状を指摘し、ロシア政府当局者がヴァーゲンクネヒト側近とコンタクトを取り始めていることも記されていた。ヴァーゲンクネヒトはドイツのための選択肢 (AfD)とも、ロシア政府当局とも接触しておらず、協力関係も持ってはいないと反論した。
2023年5月28日に発行された週刊誌『デア・シュピーゲル』に、ヴァーゲンクネヒトが従来の主張とは異なって、前夫ラルフ・トーマス・ニーマイヤーと定期的に会っていることを示すスクリーンショットが掲載された。ラルフ・トーマス・ニーマイヤーはヴァーゲンクネヒトと同じ左翼党のメンバーであったが、2022年以降は極右テロ運動「ライヒスビュルガー（帝国市民）」の信奉者になり、モスクワでロシア政府当局者たちと接触していた。

## 私生活
1997年5月、ザーラ・ヴァーゲンクネヒトはジャーナリストのラルフ・トーマス・ニーマイヤーと結婚した。2013年3月、ニーマイヤーとの婚姻関係は解消された。2023年5月28日に発行されたドイツの週刊誌デア・シュピーゲルは、ヴァーゲンクネヒトとニーマイヤーの繋がりは継続しているとする記事を掲載した。
2011年11月、ドイツ社会民主党 (SPD)を離党し、左翼党 (Die Linke)代表と議員団長であったオスカー・ラフォンテーヌが、ヴァーゲンクネヒトとドメスティック・パートナーの関係にあることを公表した。この時点、この2人の政治家は配偶者とは別居していた。2012年6月から、ヴァーゲンクネヒトとラフォンテーヌは独仏国境そばのザールラント州メルツィヒで同居をはじめた。2014年12月22日、ヴァーゲンクネヒトはラフォンテーヌと結婚した。

## 著作
- Zu jung, um wahr zu sein? Gespräche mit Sahra Wagenknecht. Interview-Band von Hans-Dieter Schütt. Dietz, Berlin 1995, ISBN 3-320-01874-4.
- Die PDS zwischen Antikapitalismus und Sozialdemokratie. Diskussionsbeitrag auf der Bundeskonferenz der Kommunistischen Plattform der PDS am 25./26. Februar 1995 (= Rote Hefte. H. 2). JUKO, Hamburg 1995.
- mit André Brie, Reiner Oschmann: „Wie macht sich die PDS nicht überflüssig?“ ND im Club – Streitgespräch – Ein Tonbandprotokoll. Neues Deutschland, Berlin 1996.
- mit Jürgen Elsässer: Vorwärts und vergessen? Ein Streit um Marx, Lenin, Ulbricht und die verzweifelte Aktualität des Kommunismus. KVV Konkret, Hamburg 1996, ISBN 3-930786-06-0.
- Antisozialistische Strategien im Zeitalter der Systemauseinandersetzung. Zwei Taktiken im Kampf gegen die sozialistische Welt. Pahl-Rugenstein, Bonn 1995, ISBN 978-3-89144-205-0.
- Vom Kopf auf die Füße? Zur Hegelkritik des jungen Marx, oder: Das Problem einer dialektisch-materialistischen Wissenschaftsmethode. Pahl-Rugenstein, Bonn 1997, ISBN 3-89144-231-9.
- mit Gerhard Zwerenz: Die grundsätzliche Differenz. Ein Streitgespräch in Wort und Schrift. Dingsda, Querfurt 1999, ISBN 3-928498-72-X.
- Kapital, Crash, Krise … Kein Ausweg in Sicht? Fragen an Sahra Wagenknecht. Pahl-Rugenstein, Bonn 1998, ISBN 3-89144-250-5.
- Die Mythen der Modernisierer. Dingsda, Querfurt 2001, ISBN 3-928498-84-3.
- Kapitalismus im Koma. Eine sozialistische Diagnose. Edition Ost, Berlin 2003, ISBN 3-360-01050-7.
- (Hrsg.) Aló Presidente. Hugo Chavez und Venezuelas Zukunft. Edition Ost, Berlin 2004, ISBN 3-360-01055-8.
- Was ist und was mißt Wert? Die Marxsche Arbeitswerttheorie (PDF; 206 kB). sahra-wagenknecht.de, 2005.
- (Hrsg.) Armut und Reichtum heute. Eine Gegenwartsanalyse. Edition Ost, Berlin 2007, ISBN 978-3-360-01084-1.
- Wahnsinn mit Methode. Finanzkrise und Weltwirtschaft. Das Neue Berlin, Berlin 2008, ISBN 978-3-360-01956-1.
- Freiheit statt Kapitalismus. Wie wir zu mehr Arbeit, Innovation und Gerechtigkeit kommen. Eichborn, Berlin 2011, ISBN 978-3-8218-6546-1.
- Freiheit statt Kapitalismus. Über vergessene Ideale, die Eurokrise und unsere Zukunft. 2., erweiterte Auflage. Campus, Frankfurt am Main 2012, ISBN 978-3-593-39731-3 (ungekürzte Taschenbuchausgabe: dtv, München 2013, ISBN 978-3-423-34783-9).
- Kapitalismus, was tun? Schriften zur Krise. Das Neue Berlin, Berlin 2013, ISBN 978-3-360-02159-5.
- The Limits of Choice. Saving Decisions and Basic Needs in Developed Countries. Campus, Frankfurt am Main 2013, ISBN 978-3-593-39916-4 (Dissertation, Technische Universität Chemnitz, 2012; Template:EnS).
- Reichtum ohne Gier. Wie wir uns vor dem Kapitalismus retten. Campus, Frankfurt am Main 2016, ISBN 978-3-593-50516-9.
- Couragiert gegen den Strom. Über Goethe, die Macht und die Zukunft. Nachgefragt und aufgezeichnet von Florian Rötzer. Westend Verlag, Frankfurt am Main 2017, ISBN 978-3-86489-187-8. Leseprobe (PDF; 792 kB).[70]
- Die Selbstgerechten. Mein Gegenprogramm – für Gemeinsinn und Zusammenhalt. Campus, Frankfurt am Main 2021, ISBN 978-3-593-51390-4.

## 自己紹介フイルム
- Wagenknecht (2020), Regie: Sandra Kaudelka, Der Dokumentarfilm begleitet Wagenknecht und ihr Team vom Bundestagswahlkampf 2017 bis zu ihrem Rücktritt aus der Spitzenpolitik 2019.[71]